# Сибнички крас
Сибнички крас представља ретки део Гледићких планина који је изграђен претежно од кречњака мезозојске старости тако да су настали крашки облици рељефа пећине и јаме. У Сибничком красу се налази Сибничка пећина или Велика Тамница, пећина Мала Тамница, Мала пећина и Сибничка јама.

## Географија

### Географски положај
Сибнички крас се налази у подножју врха Град (818 m) у источном делу Гледићких планина у Поморавском округу, у општини Рековац. Гледићке планине се простиру се на површини од 829,6 km² правцем северозапад-југоисток у дужини од 35 km између Лепенице на северу, реке Груже на западу и Левча на истоку до Западне Мораве на југу. Сибнички крас се налази недалеко од села Сибница.

### Рељеф
На простору Гледићких планина постојало језеро које је плавило ову планину, у доњем средњем миоцену, пре око 16 милиона година. Гледићке планине су представљале острво у том језеру, при чему су се таложили седименти. Гледићке планине биле су приобална зона континенталног мора, до 700 m надморске висине. То указују очувани седименти. У постлимнијској фази флувијална ерозија и  денудација однела је неогене седименте које леже преко кречњака, чиме је наступио крашки процес и стварање крашког облика рељефа. За постанак ових пећина је од значаја вода која се са површине дуж дијаклаза и раседа процеђивала, растварајући кречњаке и стварајући пећину.

### Клима
Сибнички крас се налази у умереној климатској зони. Овде се смењују сва 4 годишња доба. Треба нагласити да су због надморске висине овде зиме са већом количином снега у односу на подножја око Гледићких планина.

## Флора и фауна
Биљни покривач чини мешовита шумска вегетација и приземни биљни свет.
Околина сибничког краса представљају станиште за животиње као што су:
- срна
- зец
- фазан
- дивља свиња
- лисица

## Сибничка пећина или Велика Тамница
Сибничка пећина (Велика Тамница) се налази на 802 m, у шумовитом терену, на врху Град (818 m), у источном делу Гледићких планина, на контакту миоценских и кредних седимената. Простире се у правцу запад–исток. То је највиша и најстарија пећина у Шумадији. Настала је у горњем плиоцену.
Формирању пећине претходио је интезивни процес крашке ерозије (корозије). У њему је завршен ерозивни рад воде још током горњег миоцена. У току је акумулативни процес, испуњавање калцитним наслагама. Улазни канал формиран је дуж једне дијаклазе југ–југоисток–северозапад, док је средишни канал формиран дуж укрштених дијаклаза истог правца пружања. На основу правца пружања главног канала, проходни део пећинског канала формиран је дуж дијаклазе. Уздужни профил канала је изломљен, са сменом нормалних и инверсних сифона. Пећински ходници се карактеришу сменом сужења и проширења. Таванице су пуне подземних шупљина. Шупљине се увећавају вертикалном корозијом и механичком ерозијим, па се услед раста таваница истањују. Сибничка пећина представља далеко одмакли стадијум морфолошко-хидролошке еволуције пећина. Седименти у овој пећини не поседују палеонтолошке и културне слојеве.
Пећина је приступачна и у њу се може ући, а састоји се од више морфолошких целина: улазни канал, прво овално проширење, други канал, друго овално проширење, вертикални канал, десни канал, главни канал. Улаз у пећину представља отвор–пукотина висока три метра, широка два метра, а при врху је широка 0,5 m, троугластог облика, припада типу „затворених пећина“. Улаз се простире у дужини од шест метара. Од улаза канал благо завија уз минимални успон од око 20°. Затим се шири у прво овално проширење димензије 3–4 m. Температура на улазном каналу пећине је 20 °C, при температури ваздуха од 26 °C. 
Од првог овалног проширења, неких 4–6 m од улаза, канал се нагло ломи под углом од скоро 90° удесно. Након првог овалног проширења плафон се нагло спушта и пролажењем кроз сужење, у дужини од 3–4 m, излази се у овално проширење, канал висине три метра, ширине два метра, високог плафона, на коме се налази уски канал облика куполе, кроз које се врши процеђивање воде и земљаног материјала са површине. Дно овалног проширења је покривено земљом, а из њега се пружају у облику латиничног слова V два завршна канала, односно два бочна хоризонтална канала дужине до два метра и један вертикални висине четири метра, где се завршава Сибничка пећина. Први бочни канал је хоризонталан, дужине 2,35 m и просечне ширине 0,4 m, који се при врху смањује и износи 20 cm. Главни канал се простире у дужини од 11 m, а укупна дужина канала је 20 m.
Пећина је сува и са једним украсом у виду драпера са три боје, које се налази на почетку  споредног канала на висини од два метра. Спада у просте спелеолошке објекте. Добила је име Сибничка пећина јер се налази на левој обалској страни Сибничке реке, у атару села Сибнице. Прилаз пећини је могућ пролазећи кроз сибнички крас, усамљене стеновите кречњачке блокове и остењаке.

## Пећина Мала Тамница
Пећина Мала Тамница налази се на источним падинама Гледићких планина, на врху Град (818 m), испод Сибничке пећине, у југозападном делу, на 800 m надморске висине, испод стенских литица , на левој обали Сибничке реке, у атару села Сибнице. Простире се у правцу североисток-југозапад.
Улаз у пећину је отвор висине 30 cm, ширине 65 cm при дну, а при врху се сужава, облика троугла. Дубина улаза је 2,3 m. Пукотине у унутрашњости кречњачке масе завијају и чине мрежу шупљина, што условљава интезивну циркулацију понируће воде и поткопавање кречњачких слојева. Просечна дубина пећине је око 10 m, дужина 28 m. На најдубљем делу, до више ивице, процеп је дубок 16,5 m. Простор око Мале Тамнице изграђен је од баремских седимената.
Претпоставља се да у овој пећини има остатака животињских врста троглофила и троглобионта.

## Мала пећина
Мала пећина се на југозападним падинама врха Град (818 m), западно од пећинe Мала тамница, испод Сибничке пећине, у врху мање јаруге, испод стрмих литица Града, у сибничком красу, на 800 m надморске висине. Простире се у правцу североисток–југозапад.
Улаз је створен дуж дијастрома, па је у облику правоугаоника, код хоризонталних кречњака. Дијастроме омогућују отицање подземне воде и одређује путеве њиховог ерозивног и корозивног деловања. Отвор улаза у ову пећину је широк 1,90 m, висине 60 cm, дубине 1,2 m, где се обрушила стена, која представља препреку за даље истраживање. Отвор је издуженог овалног облика и због малих димензија у њега се не може ући. Претпоставља се да на дну пећине има трагова фосила и да је дуга око пет метара.

## Сибничка јама
Налази се на источним обронцима Гледићких планина у атару села Сибница, у језгру сибничког краса, на југозападним падинама врха Град (818 m), западно од Мале пећине и пећине Мала тамница, на 800 m надморске висине, у правцу запад–исток.
Јама је малих димензија и припада групи простих јама са једним вертикалним каналом. Настала је на површини кречњака у виду зјапећег отвора, спушта се у дубину кречњачке масе у виду стрмог искошеног канала. Морфолошки отвор је предиспониран двема пукотинама (дијаклазама), које секу кречњаке под правим углом. Улаз у јаму представља отвор висине 1,85 m, ширине 1,2 m, а јама је дубока 12 m. Температура у улазном каналу при врху је 19 °C, а у унутрашњости, на већој дубини, 15 °C, при температури ваздуха од 26 °C. У унутрашњости од отвора јама се шири у ширину од 3–4 m, у пространу дворану, а затим се на 12 m јако сужава.
Представља најдубљу јаму у Шумадији. Неистражена је и има облик пећине. Добила је име по истоименом селу. Претпоставља се да је на дну језеро и да је повезано са извором Говор вода, која се налази испод јаме на 701 m надморске висине.